# Білик Ірина Миколаївна
Іри́на Микола́ївна Бі́лик (нар. 6 квітня 1970, Київ, УРСР) — українська співачка та композиторка, заслужена (1996) та народна артистка України (2008), кавалер Ордену Княгині Ольги ІІІ ступеня (2020). 
Білик називають «українською Мадонною» через велику кількість хітів у 1990-х, частим змінам іміджу та впливу на український шоу-бізнес. За свою карʼєру випустила 12 студійних альбомів і 48 синглів. Найкраща співачка двадцятиріччя за версією премії YUNA (2012).

## Життєпис

### Дитинство та юність
Народилась 6 квітня 1970 року в Києві. Батько, Микола Семенович Білик (1947 - 2019), був інженером на авіазаводі. Мати, Ганна Яківна Білик (1948 - 2020), теж була інженером на авіазаводі, а пізніше працювала шеф-кухарем на телеканалі Інтер. Ірина була старшою дитиною в родині - має брата Сергія (нар. 1979), який страждає на психічні розлади та є недієздатним. До 19 років у паспорті була записана на російський лад як «Бєлік».
Із раннього дитинства батько Ірини привчав її до музики та нотної грамоти. З чотирьох років вона почала співати, з п'яти займалася танцями та класичним балетом. Пісенну кар'єру розпочала з 6 років у дитячому пісенному ансамблі «Сонечко», що активно гастролював всім СРСР, брав участь в дитячих та музичних теле- і радіопрограмах. Нишком від батьків із семи років почала відвідувати музичну студію, займалась на сусідському фортепіано. В той же час вчилась у театральній студії: оцінюючи її роботу на сцені, фахівці пророчили Білик велике театральне майбутнє. У десять років написала свою першу пісню. По закінченню музичної школи Білик почала викладати музику для дітей і мала власний постійний клас.
У 1988 році Білик мала невдалу спробу вступити до МХАТ у Москві, і вже в 1989 році вона вступає до Київського державного музичного училища ім. Глієра за спеціалізацією «Естрадний вокал», яке закінчила у 1993 році. Пізніше співачка також навчалась у Київському національному університеті культури і мистецтв.

### 1988–1992: Початок кар'єри, дебют на фестивалі «Червона Рута» таКувала зозуля

Обкладинка альбому «Кувала Зозуля», 1990 рік

У 1988 році Білик почала працювати над власним репертуаром і вже в 1989 році взяла участь у фестивалі «Червона Рута». Мешкаючи в готелі з поганими умовами, Білик захворіла — і, за власною оцінкою, невдало виступила на конкурсі, хоча вже тоді зуміла привернути увагу фахівців. «Рута» 1989 року була першою і останньою для Білик конкурсною акцією як учасниці.
У лютому 1990 року на фестивалі «Весняні надії» у Вінниці познайомилася з музикантами гурту «Аякс» — своїм майбутнім чоловіком Юрієм Нікітіним, а також Георгієм Учайкіним та Жаном Болотовим, в липні створює з ними гурт «Цей дощ надовго».
З 1991 року Ірина Білик і «Цей дощ надовго» почали співпрацю з творчим професійним агентством «Ростислав Шоу». У 1992 році Білик знімає своє перше професійне відео на пісню «Лише твоя». У цьому ж році бере участь та стає лауреаткою міжнародного фестивалю «Пісенний Вернісаж. Нова українська хвиля».

### 1993–1998: Популярність,Я розкажу,Nova,Так ПростоіФарби
У 1993 році Білик і «Цей дощ надовго» як гості беруть участь у двох найпрестижніших святах — фестивалі «Марія» (Трускавець) та Першому міжнародному фестивалі «Слов'янський базар» (Вітебськ), де вперше виконують концептуально новий для України музичний твір під назвою «Нова». У грудні 1993 «Цей дощ надовго» фактично перетворюється із гурту на менеджерську і гастрольну команду Ірини Білик та засновує Продюсерське агентство «Нова». 
У 1994 році Білик починає активно гастролювати Україною на тлі виходу її другого студійного альбому «Я розкажу», що привів співачку до популярності - критики відзначали різноманіття пісень: від ліричних до урочистих і танцювальних. Наприкінці 1994 року дебютує як ведуча новорічного телешоу «Ніч Новорічна» на телеканалі УТ-1.
У травні 1995 року Інформаційна служба США (Посольство США в Україні), відповідно до статистичних досліджень, запросила Ірину Білик як найпопулярнішу співачку країни, до участі у програмі відвідин президентом США Біллом Клінтоном Києва. Білик мала аудієнцію з Біллом та Гілларі Клінтон.
У 1995 році Білик взяла участь у відкритті одного із найвпливовіших фестивалів України «Таврійські ігри». Співачка згадує, що під час її появи на сцені зал почав голосно сміятись, чим спантеличив Білик, яка співала у прямому ефірі - виявилось, що тоді на сцену вибігла собака.
Того ж року Білик випускає свій третій студійний альбом «Нова», у якому співачка різко змінила імідж і почала експериментувати із танцювальною музикою. Альбом мав помітний успіх, а критики вказували що після пісні «Ти мій» з цього альбому «в Україні не лишилось людей, які б не знали Ірину Білик». Восени Білик вирушає у перший в історії української попмузики концертний тур «Нова», у рамках якого відбулося при повному аншлагові перше велике сольне шоу у Національному палаці «Україна» на 3600 глядачів. У 1995 році, за журналістським опитуванням «Мистецькі вершки року-95», Ірина Білик названа найпомітнішою постаттю в сучасній українській музиці.
1996 рік став знаковим для співачки: вона отримала звання Заслуженої артистки України. Кращою піснею цього року названа її композиція «Так просто» із нового однойменного альбому. Крім цього, Ірина взяла участь у фестивалі «Таврійські ігри», де отримала нагороду в галузі сучасної української музики та масових видовищ «Золота Жар-Птиця» в номінаціях «Співачка року» та «Пісня року».

Обкладинка альбому «Фарби», 1997 рік

З 2 квітня по 15 травня 1997 року Білик вирушила у найбільший концертний тур в історії українського шоубізу — всеукраїнський тур «Так просто», номінований на нагороду «Подія року» в галузі сучасної української музики та масових видовищ. Того ж року отримала гран-прі фестивалю «Парад хіт-парадів». Тур розпочався з Тернополя та охопив 25 найбільших міст України, де відбулося 38 концертів, що стало рекордом України на 20 років, поки його не побила Тіна Кароль у 2017 році. В ході туру, 23 та 24 квітня 1997 року, в Національному палаці «Україна» пройшли два шоу Ірини Білик, які двічі зібрали аншлаг, що стало прецедентом в Україні. Тим не менш, тур дався Білик надзвичайно важко, оскільки велика кількість концертів спричинила нервові зриви у співачки та погіршила стосунки з Нікітіним.
У грудні 1997 року Білик випустила пʼятий альбом «Фарби», що мав колосальний успіх і розійшовся накладом понад 1,000,000 екземплярів на території України. Одними з найбільш популярних пісень з альбому стали «А я пливу» і «Одинокая». У травні 1998 року на підтримку альбому співачка вирушає у 3-й всеукраїнський тур «Фарби неба» сумісно із російською співачкою Ліндою та Максом Фадєєвим. 26 травня 1998 року за повного аншлагу шоу відбулося у київському Палаці спорту. 16 грудня 1998 року Ірина Білик знов стає володаркою двох нагород у галузі сучасної музики та масових видовищ «Золота Жар-Птиця» в номінаціях «Співачка року» та «Альбом Року» (альбом «Фарби»), а всього була заявлена у 5 номінаціях. Наприкінці 1998 року до десятиріччя своєї творчої та професійної діяльності Ірина Білик видала альбом «Найкраще: 1988—1998» та влаштувала концерт-презентацію, який визнано подією у культурному житті країни. Тоді ж стала рекламним обличчям торгівельних марок Peugeot і Dirol в Україні.
У 1998 році фактично припиняє стосунки із Юрієм Нікітіним, який лишається продюсером співачки. За словами Білик, вони не знайшли консенсус у питанні народження дитини, оскільки Нікітін був проти вагітності та декрету співачки на піку її популярності. Білик починає зустрічатись із манекенником Андрієм Оверчуком, із яким у 1999 році вона зіграла весілля, а у червні того ж року Білик народила від нього сина Гліба.

### 1999–2003:OMA,Нова,BiłykіБілик. Країна

Ірина Білик у 2000 році

22 серпня 1999 року в рамках святкування Дня Незалежності України відбувся сольний концерт Білик у Лондоні, який пройшов при повному аншлагу. Восени 1999 року виходить сингл «Вибачай», який почав новий етап творчості співачки. У 1999 році співачка наважилась на першу пластичну операцію, підкоригувавши виріз очей і навислі віки. За словами Білик, це було її комплексом - її колеги та шанувальники казали, що в неї «сумні, благаючі очі», а остаточним поштовхом до операції стало зауваження тодішнього президента Леоніда Кучми, який під час її концерту запитав чому у неї «так сумні очі».
1 березня 2000 року вийшов альбом «ОМА», до якого увійшли пісні «Без назви», «Вітер» і «Вибачай», після чого співачка дала два аншлагових концерти з однойменною назвою в київському палаці «Україна» і дебютувала як художник-модельєр, випустивши власну колекцію «ОМА». Восени Білик також вирушила на захід України із туром «Без назви», а також виступила у Великій Британії, Німеччині, Канаді, США і Росії.
7 квітня 2001 року Ірині Білик заклали першу в історії «Зірку» у клубі «Голлівуд» на події «Алея Зірок», де вона презентувала кілька клубних реміксів та нову пісню «Країна». Того ж року співачка розходиться із Андрієм Оверчуком через його подружню зраду. Навесні 2002 року відкрито новий офіційний вебсайт співачки www.IRYNABILYK.com, через два місяці нагороджений Інтернет-премією «GOLDEN WEB AWARD».
Фактично досягнувши вершини в українському шоу-бізнесі, Білик починає шукати можливості виходу на іноземний музичний ринок та розпочинає роботу над альбомом польською мовою. Співачка напрацювала польську вимову та записала у Варшаві альбом «Bilyk», що вийшов 5 червня 2002 року. Усі пісні з альбому були від початку написані українською, після чого перекладені на польську. До альбому також увійшла пісня «Droga», на яку Білик зняла кліп, де у головній ролі взяв участь відомий польський актор Цезарій Пазура. Співачка одержала нагороду «Почесний Яхт» у номінації «Відкриття року» на фестивалі «Yacht Film» у Польщі, утім суттєвої уваги на польському ринку альбом не отримав.
Взимку цього ж року з'явилося відео на нову пісню «Твої руки». Навесні 2003 року Білик почала записувати новий альбом та оголосила про початок всеукраїнського туру на підтримку альбому «Білик. Країна», усі концерти якого пройшли при повному аншлагу. Альбом «Білик. Країна» з'явився у всіх музичних магазинах Києва 21 червня 2003 року, тоді ж відбулася презентація альбому. До нього увійшли деякі пісні написані українською для польськомовного альбому «Bilyk», а також дует із гуртом Скрябін «Мовчати». З 2003 року Білик живе із хореографом і телеведучим Дмитром Коляденком.

### 2004–2013: Перехід на російську,Любовь. ЯдтаНа Бис

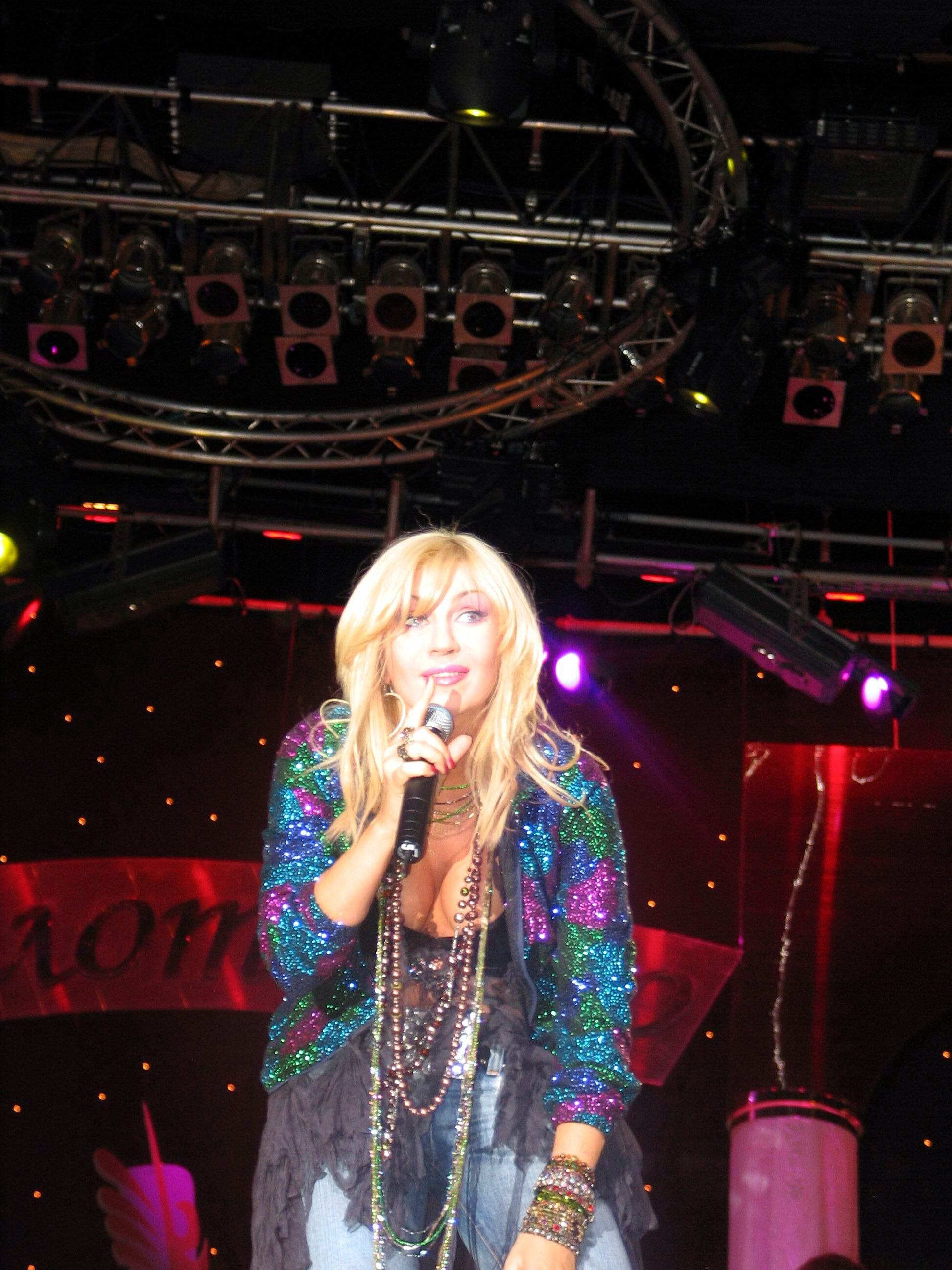
Білик на премії «Золоте перо-2005», Київ

У 2003 році стало відомо, що Білик працює над записом альбому російською мовою. Восени 2003 року під час «СВ-шоу» Вєрки Сердючки на телеканалі 1+1 вона презентує пісню російською «Снег», кліп на яку став однією із перших відеоробіт кліпмейкера Алана Бадоєва, та яка увійшла до альбому «Любовь. Яд». Новий альбом був випущений 7 липня 2004 року, і вже за перші 10 днів був проданий у кількості 100,000 примірників, а пізніше отримав статус «платинового». Тільки попереднє замовлення до офіційного виходу диска в музичних магазинах по всій Україні становило понад 53 тисяч копій. Такі темпи продажів були рекордними для українського шоу-бізнесу. До альбому увійшли також хіти «Любовь. Яд», «Если ты хочешь», «Помнить». Того ж року Білик виконала роль іноземної співачки у російсько-українському телемюзиклі «Сорочинський ярмарок».
За словами поета Костянтина Гнатенка, автора низки пісень Білик, до запису альбому російською співачку підштовхнули тодішні реалії, коли для отримання успіху в індустрії єдиним способом було співати російською, тоді як українськомовні пісні здебільшого ігнорувались. Тим не менш, попри те, що новий альбом «Любовь. Яд» був також випущений у Росії і збільшив там упізнаваність Білик, за її словами, російські радіостанції відмовлялись ставити альбом співачки на ротацію «навіть за гроші».
Навесні 2005 року Білик вирушила у всеукраїнський тур з новим альбомом. У травні 2005 року виступила на фестивалі «Таврійські ігри».
У 2006 році вийшов mp3-збірник «Назавжди», що включив в себе 8 альбомів і заголовний бонус-трек. Пізніше Білик випустила альбом до майбутнього благодійного туру Допомогти так легко, який отримав таку ж символічну назву. Тур розпочався восени та охопив 24 міста України. Під час туру було зібрано понад 250 000 гривень, які передали в Київський міжнародний благодійний фонд «Отчий дім». Крім того, Білик запросила 13 безпритульних дітей взяти участь у зйомках кліпу «Рябина алая». На останніх концертах туру в Києві співачка запрошувала дітей з дитячого будинку на сцену. Того ж року премія «Showbiz Awards» від радіостанції Хіт FM визнала Ірину Білик найкращою виконавицею у категорії «Співачка року».
У 2006 році Білик розходиться із Дмитром Коляденком. Попри те, що пара була однією із найвідоміших в українському шоу-бізнесі, однією із причин розлучення стали надмірні ревнощі із боку Дмитра - за словами співачки, через його поведінку неодноразово доводилось викликати міліцію. Після розлучення Коляденко продав інтимні фотографії Білик таблоїду. Пізніше Білик зізнавалась, що у шлюбі Коляденко нерідко бив її, тим не менш наразі артисти любʼязно відкликаються одне про одного.
У 2007 році Білик брала участь у телевізійному проекті «Танці з зірками-2», де показала себе глядачеві ще і як талановита танцівниця. Шоу подарувало Ірині знайомство з партнером по танцях Дмитром Дікусаром, за якого вона вийшла заміж восени того ж року в Ріо-де-Жанейро.

До Дня Незалежности України 24 серпня 2008 року тодішній президент Віктор Ющенко присвоїв Ірині Білик звання Народної артистки України. Отримавши таке визнання, Ірина заявила, що не вважає успіх своєю особистою заслугою, зазначивши, що саме її шанувальники допомогли їй досягти цього. Восени Білик відправилася по містах України з концертною програмою «20 років разом», під час якого крім виконання пісень також читала власні вірші. У грудні 2008 року співачка випустила десятий альбом «На Бис», до якого увійшли 16 композицій, серед яких «Мне не жаль», «Мы будем вместе», «Подарю тебе».

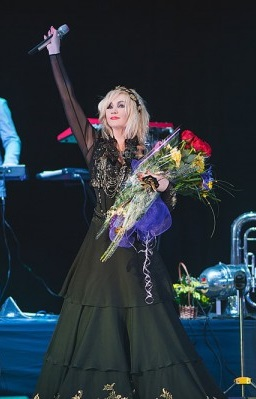
Ірина Білик у 2013 році

У 2009 році взяла участь у проєкті «Народна зірка» на телеканалі Україна, а в 2010 році - у проєкті «Зірка+Зірка» на телеканалі 1+1 із Сергієм Звєрєвим, із яким влітку записала дует «Две родные души», чим поширила чутки про їх роман після розлучення із Дмитром Дікусаром. Того ж року заспівала в дуеті із подругою Ольгою Горбачовою пісню «Я люблю его», на який записала музичний кліп за участю всесвітньо відомої кінозірки Жан Клод Ван Дама - премʼєра дуету відбулася на церемонії «Viva 2010. Найкрасивіші люди України» у Національному палаці «Україна».
2012 року виборола премію YUNA в номінації «Найкраща співачка двадцятиріччя». У 2011-2012 роках записала пісні «Не цілуй» і «Зима» разом із гуртом «ТІК». У березні 2013 року Білик і «ТІК» вирушили у всеукраїнський тур «Найкращі українські хіти» - вони потрапили до Книги рекордів України, давши в рамках туру 24 концерти за 30 днів.
У 2013 році отримала винагороду від російського «Дорожнього радіо» у номінації «народна артистка Росії». Того ж року стала зірковим тренером телешоу «Битва хорів» на телеканалі 1+1. У грудні 2013 році виграла судову справу проти журналу «Таємниці зірок», який опублікував матеріал із наклепом про нетрадиційну сексуальну орієнтацію співачки та її участь в оргіях із колективом під час гастролей.
У 2013 році Білик вийшла заміж за російського фотографа і продюсера Аслана Ахмадова.

### 2014–2021:РассветтаБез грима
У свій день народження у 2014 році влаштовує грандіозний благодійний концерт та презентує свій власний аромат - іменні парфуми «IraBi». Того ж року припиняє співпрацю із продюсером Юрієм Нікітіним.
У липні 2014 року випустила альбом «Рассвет» та представила його на даху київського готелю «Інтерконтиненталь», далі вирушила в тур «Краще» в його підтримку. До альбому увійшли пісні «Девочка», «Сильнее», «Такси», що посідала перше місце в українських хіт-парадах протягом 6 місяців, дует із Борисом Мойсеєвим «Не важно», а також пісні у дуеті з гуртом «ТІК».
У травні 2015 року дала великий сольний концерт «Про любов» в палаці «Україна», де представила дуетну версію пісні «Одинокая» із альбому «Фарби» разом із Наталією Могилевською, а наприкінці виступу співачки пристрасно поцілувались. Того ж місяця взяла участь у концерті памʼяті Андрія Кузьменка «Скрябіна», де виконала їх сумісну пісню «Мовчати» із Святославом Вакарчуком. Улітку 2015 року дала ще один великий концерт під назвою «Білик. Літо. Танцюємо!», де представила свої відомі хіти у новому звучанні. У концерті також взяв участь співак Alekseev, що напередодні представив успішний ремейк пісні Білик «А я пливу». У грудні 2015 року у Білик і Ахмадова народився син Табріз за допомогою сурогатного материнства.
У свій день народження у 2017 році Білик випустила альбом «Без грима», над яким вона працювала ще з 2006 року. Співачка зізнавалась пресі, що для неї це надзвичайно важлива платівка, і що вона є набагато більш інтимною для неї, ніж попередні 11 альбомів. До альбому увійшли пісні «Не питай» і «А мне бы в небо». До альбому також мала увійти композиція «Туфлі» - записана разом із кліпом ще в 2006 році, утім випущена лише восени 2015 року - однак у фінальну версію альбому вона не потрапила.
На підтримку нового альбому співачка вирушила у всеукраїнський тур «Без гриму. Краще. Про любов» після пʼятирічної перерви. Тур розпочався у лютому 2018 року у Сумах, після чого Білик обʼїздила ще 34 міста України та завершила тур трьома аншлагами у столичному палаці «Україна». За даними ЗМІ, напередодні концерту в Одесі Білик придбала там квартиру на узбережжі, однак заявила, що переїжджати із Києва не збирається, а лише планує більше відпочивати на морі. 
У травні 2018 року до дня боротьби із гомофобією і трансфобією Білик представила пісню «Не ховай очей» та кліп на пісню знятий Юрієм Двіжоном. Цю пісню співачка також виконала на церемонії вручення премії M1 Music Awards 4 Seasons, де була в числі номінантів, хоча нагороду не отримала. Наприкінці року представила кліп «Леня, Леонид», знятий у київському ресторані, який зазнав критики від шанувальників через відверте звучання в стилі шансону. Тоді ж напередодні 2019 року випустила пісні «В Новом году» і «З новим роком, Україно!». У листопаді 2019 року представила пісню «Красная помада» та кліп на неї.
У 2020 році Білик відзначила подвійний ювілей свого життя — 50 і 30 років на професійній сцені, який мав відбутись на сцені Національний палац мистецтв «Україна», але через пандемію COVID-19 шоу було перенесено на 22 травня 2021 року. На концерті був присутній Президент України Володимир Зеленський. У 2020 році співачка випустила збірник найкращих пісень «50», а також біографічні фільми «Без гриму» та «Ірина Білик. 5:0». Під час офіційного святкування Дня Незалежності України взяла участь у попурі «Пісенна історія української естради» на Софійській площі. 10 вересня 2020 року на «Площі зірок» у Києві було закладено зірку, присвячену Білик. 
У березні 2021 року представила пісню «Не стримуй погляд» і кліп на неї. У квітні 2021 року Білик публічно заявила про розлучення із Асланом Ахмадовим, зазначивши, що причиною стало кохання на відстані, адже її чоловік фактично жив у Росії. Того ж року взяла участь у музичному шоу «Маска» на телеканалі Україна, а у серпні 2021 року стала суддею шоу «Маскарад» на телеканалі 1+1. 24 серпня 2021 року виступила на НСК «Олімпійський» на концерті присвяченому Дню Незалежності України.

### 2022–дотепер: повернення до української, «Без тебе» та «Сніг»

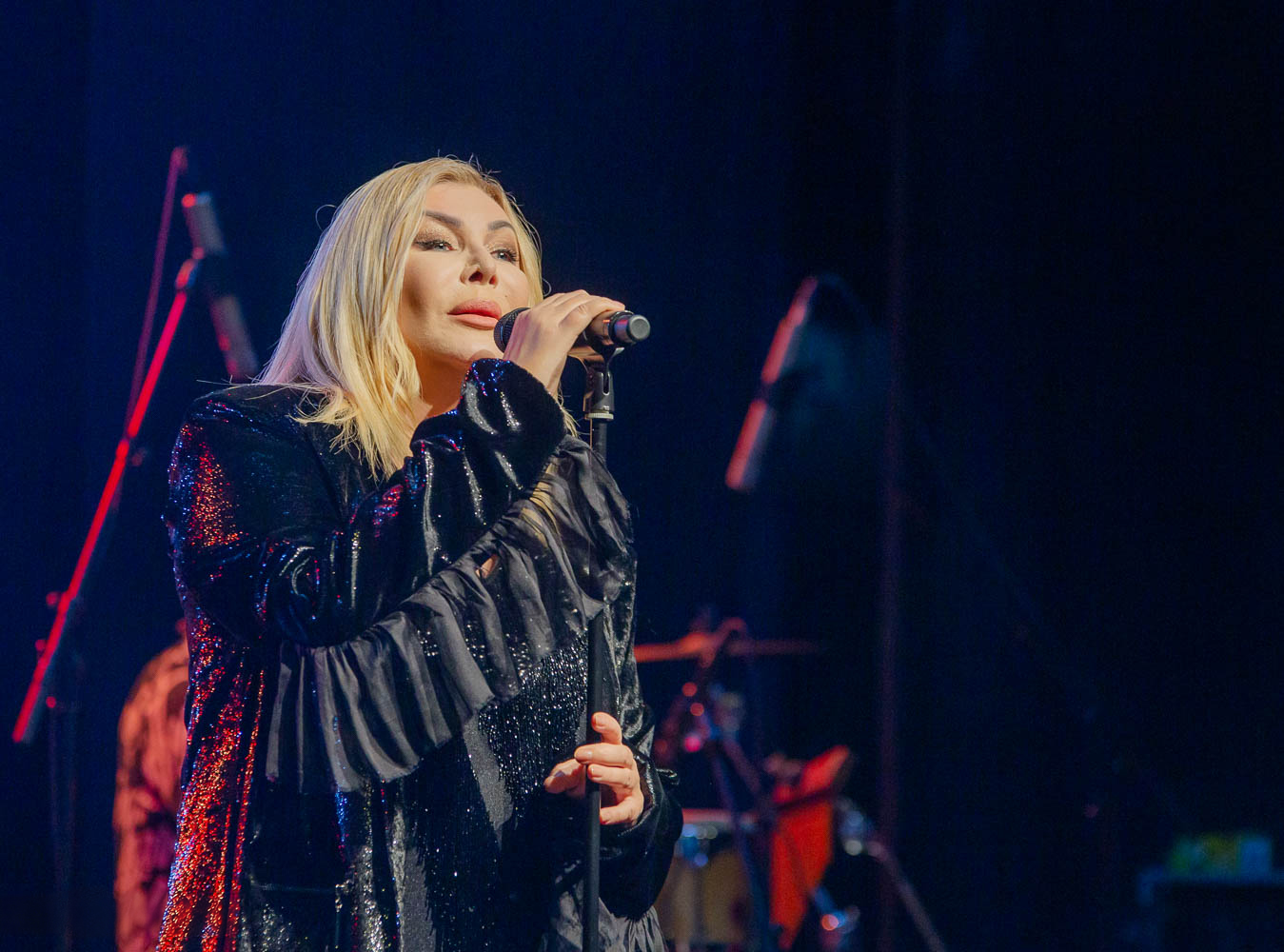
Ірина Білик на концерті у 2022 році

Після російського вторгнення в Україну у 2022 році Ірина Білик неодноразово виступала із засудженням вторгнення, закликавши російським солдат покинути українську землю, а їхнім матерям не відпускати своїх синів на вірну смерть. Під час битви за Київ, у будинку співачки в Бучанському районі майже місяць жили російські солдати, які пограбували і розтрощили помешкання.
У травні 2022 року співачка представила свій новий кліп на пісню «Кордони». З початком вторгнення Білик повернулася до української мови, переклавши свої найбільші хіти російською на українську, такі як «Мы будем вместе» на «Ми будем разом», «Снег» на «Сніг», «Нас нет» на «Нас нема» і «Девочка» на «Дівчинка» в дуеті з Машею Кондратенко. У планах Білик випустити новий альбом із найбільших хітів Білик, заспіваних українською мовою - продюсер Юрій Нікітін та його лейбл mamamusic ведуть роботу над цим.
У 2023 році Білик вирушила у благодійний тур до США, а у листопаді випустила кліп на нову пісню «Без тебе».
У 2024 році Білик випустила «Цвіте терен» — українську народну пісню у власному виконанні. У лютому 2024 року звернулась до Філіпа Кіркорова, якому ще в 2011 році подарувала свою пісню «Снег», присоромивши співака за виконання пісні перед пораненими російськими солдатами в «ДНР». У липні 2024 року виступила на концерті культурного простору «Вʼява» у Києві, заспівавши в дуеті із Машею Кондратенко і Христиною Соловій. Протягом 2024 року дала концерти у Німеччині, Швейцарії та Японії.
На День Святого Валентина 2025 року співачка випустила новий сингл «Очі в очі» у колаборації з Esphyr. На честь свого 55-річчя Білик вирушила у всеукраїнський тур, у рамках якого дала три аншлагових концерти у Києві. Одразу після туру, 1 червня 2025 року співачка перевипустила свій хіт «Так просто» у новому танцювальному аранжуванні. Пізніше 21 червня Білик випустила «А діти чекають» – пісню на честь українських дітей, які чекають на своїх батьків з війни. Кліп на неї був знятий разом із Романом Солуком, сопілкарем та солдатом Збройних сил України.

## Громадянська позиція
У 2004 році брала участь у всеукраїнському турі «Молодь — проти! Молодь — за!» на підтримку Віктора Януковича, а у 2009 взяла участь у всеукраїнському турі «З Україною в серці» на підтримку його опонента Юлії Тимошенко.
У 2018 році випустила пісню та відеокліп на підтримку ЛГБТ-спільноти до Київ Прайд-2018. 
У лютому 2022 року виступила із засудженням вторгнення Росії в Україну. Співачка закликала російських солдатів залишити українську землю, а їх матерів не пускати своїх синів на вірну загибель. Також під час повномасштабного вторгнення РФ в Україну Ірина почала гастролювати із благодійними концертами у Європейських країнах, США та Ізраїлі. 

### Скандали
На тлі участі у всеукраїнському турі «З Україною в серці» 2009 року на підтримку Юлії Тимошенко на президентських виборах, Білик потрапила у скандал - телеведуча передачі «Світське життя» Катерина Осадча поставила співачці запитання щодо гонорару за підтримку Тимошенко, у відповідь на що Білик вихопила з рук ведучої мікрофон і розбила його. Пізніше Білик закликала артистів і політиків бойкотувати передачу, на що Осадча відповіла, що публічній людині варто «сидіти вдома і не світити обличчям, якщо вона не вміє відповідати на прямолінійні питання і не вміє контролювати свої нерви».
У серпні 2015 року, порушивши порядок перетину державного кордону України, прилетіла авіарейсом Москва-Сімферополь, аби побувати у Криму на весіллі подруги, після чого була внесена до бази ресурсу «Миротворець». Білик визнала, що дійсно дісталась Криму через Москву, однак участь у конкурсі «Нова хвиля», у чому її також звинувачували, заперечила. За рік до того, одразу після анексії півострова Росією, Білик заявляла, що планує і надалі відвідувати Крим навіть у статусі «іноземки». У 2022 році скандал знову набрав обертів на тлі участі співачки Аліни Паш у Національному відборі на Євробачення, коли зʼясувалося, що Паш так само у 2015 році дісталась Криму через Москву.
У 2017 році Білик відвідала концерт Філіпа Кіркорова в Кремлівському палаці. Після цього у червні 2017 року активісти домоглись скасування концерту співачки в Одесі, а 4 березні 2018 року активісти заблокували вхід до Львівської опери перед початком концерту Білик через відвідання окупованого Криму та відмову публічно визнавати Росію агресором. Перед концертом продюсер Білик на пресконференції показав відеозвернення бійців АТО, які запевняли, що вона допомагала військовим, і підкреслив, що з 2014 року вона не виступала в Росії, а відвідини чоловіка й сина, які живуть у Москві, є її приватним правом.

## Особисте життя
Серед неофіційних та офіційних чоловіків Ірина Білик були:
- Перший чоловік (1990 - 1998[25]) - Юрій Володимирович Нікітін (нар. 9 грудня 1967), український продюсер, генеральний директор продюсерського центру «Mama Music».
- Другий чоловік (1998 - 2001[25]) - Андрій Оверчук, український манекенник і модель.
  - Син - Гліб Андрійович Оверчук (нар. 18 червня 1999), музикант, наразі проживає в Іспанії[87].

- Третій чоловік (2003 - 2006[29]) - Дмитро Валерійович Коляденко (нар. 22 липня 1971), український хореограф, танцівник, співак і телеведучий.
- Четвертий чоловік (2007 - 2010[25]) - Дмитро Петрович Дікусар (нар. 24 жовтня 1985), український танцівник і хореограф.
- Пʼятий чоловік (2013 - 2021[14]) - Аслан Гюлюглан огли Ахмадов (нар. 12 лютого 1973), російський продюсер, фотограф і художник азербайджанського походження. Єдиний офіційно зареєстрований шлюб Білик.
  - Син - Табріз Аслан Огли Ахмадов (нар. 8 грудня 2015).

Ірина Білик проживає у селі Березівка Бучанського району. За її словами, частину грошей на будинок свого часу їй позичив Андрій Данилко. У перший день повномасштабного вторгнення Росії в Україну Білик покинула дім із молодшим сином, і наразі здебільшого проживає в Іспанії.

## Дискографія

### Студійні альбоми
- 1990 — «Кувала зозуля»
- 1994 — «Я розкажу»
- 1995 — «Нова»
- 1996 — «Так просто»
- 1997 — «Фарби»
- 2000 — «ОМА»
- 2002 — «Biłyk» (польською мовою)
- 2003 — «Білик. Країна»
- 2004 — «Любовь. Яд» (російською мовою)
- 2008 — «На бис» (російською мовою)
- 2014 — «Рассвет» (російською та українською мовами)
- 2017 — «Без грима» (російською та українською мовами)

### Сингли
| Рік                                        | Назва                                          | Найвища позиція в чарті | Альбом                      |
| Рік                                        | Назва                                          | Україна ФДР Топ-40      | Альбом                      |
| ------------------------------------------ | ---------------------------------------------- | ----------------------- | --------------------------- |
| 1996                                       | «Так просто»                                   | —                       | «Так просто»                |
| 1999                                       | «Вибачай»                                      | —                       | «ОМА»                       |
| 2001                                       | «Kraina»                                       | —                       | «Biłyk»                     |
| 2002                                       | «Anioł?»                                       | —                       | «Biłyk»                     |
| 2002                                       | «Droga»                                        | —                       | «Biłyk»                     |
| 2003                                       | «Мовчати» (спільно із гуртом «Скрябін»)        | —                       | «Країна»                    |
| 2004                                       | «Любовь. Яд»                                   | 4                       | «Любовь. Яд»                |
| 2004                                       | «Если ты хочешь»                               | 24                      | «Любовь. Яд»                |
| 2005                                       | «О любви»                                      | 11                      | «Любовь. Яд»                |
| 2005                                       | «Навсегда»                                     | 39                      | «На бис»                    |
| 2006                                       | «Рябина алая»                                  | —                       | «Навсегда»                  |
| 2008                                       | «Подарю тебе»                                  | 2                       | «На бис»                    |
| 2009                                       | «Мир не знает»                                 | —                       | «На бис»                    |
| 2010                                       | «Я люблю его» (спільно з Ольгою Горбачовою)    | —                       | «На бис»                    |
| 2010                                       | «Две родных души» (спільно з Сергієм Звєревим) | —                       | Сингл без альбому           |
| 2010                                       | «Моя любовь»                                   | 3                       | «На бис»                    |
| 2011                                       | «Девочка»                                      | 2                       | «Рассвет»                   |
| 2011                                       | «Не цілуй» (спільно з «ТіК»)                   | —                       | «Рассвет»                   |
| 2012                                       | «Не ревную» (спільно з Ольгою Горбачовою)      | —                       | «Рассвет»                   |
| 2012                                       | «Мы будем вместе 2012»                         | —                       | «Мы Будем Вместе. The Best» |
| 2012                                       | «Коробочки»                                    | 40                      | Сингл без альбому           |
| 2012                                       | «За мить до поцілунку»                         | 18                      | «Рассвет»                   |
| 2012                                       | «Сильнее»                                      | 2                       | «Рассвет»                   |
| 2013                                       | «Зима» (спільно з «ТіК»)                       | —                       | «Рассвет»                   |
| 2013                                       | «Лето»                                         | 17                      | «Рассвет»                   |
| 2013                                       | «Такси»                                        | 1                       | «Рассвет»                   |
| 2014                                       | «Того кого»                                    | 17                      | «Рассвет»                   |
| 2014                                       | «Рассвет»                                      | 17                      | «Рассвет»                   |
| 2015                                       | «Дед Мороз»                                    | —                       | Сингл без альбому           |
| 2016                                       | «Я все равно его люблю…»                       | 9                       | Сингл без альбому           |
| 2016                                       | «Волшебники»                                   | —                       | Сингл без альбому           |
| 2017                                       | «Листья»                                       | —                       | Сингл без альбому           |
| 2018                                       | «Не питай»                                     | —                       | «Без грима»                 |
| 2018                                       | «Вперше»                                       | —                       | Сингл без альбому           |
| 2018                                       | «Не ховай очей»                                | 24                      | Сингл без альбому           |
| 2018                                       | «Подружка» (спільно з Олею Ракицькою)          | —                       | Сингл без альбому           |
| 2018                                       | «Лёня, Леонид»                                 | —                       | Сингл без альбому           |
| 2018                                       | «В новом году»                                 | —                       | Сингл без альбому           |
| 2018                                       | «З Новим Роком, Україно!»                      | —                       | Сингл без альбому           |
| 2019                                       | «Не такая, как все»                            | —                       | Сингл без альбому           |
| 2019                                       | «Красная помада»                               | —                       | «50»                        |
| 2020                                       | «Ресницы»                                      | —                       | «50»                        |
| 2020                                       | «Туфли»                                        | —                       | «50»                        |
| 2020                                       | «Осколки»                                      | —                       | Сингл без альбому           |
| 2020                                       | «Не стримуй погляд»                            | 38                      | Сингл без альбому           |
| 2020                                       | «Я умею любить»                                | —                       | Сингл без альбому           |
| 2021                                       | «Одинокая»                                     | —                       | Сингл без альбому           |
| 2021                                       | «Ангелов не выбирают»                          | —                       | Сингл без альбому           |
| 2021                                       | «Отпусти» (спільно з Сергієм Мироненком)       | —                       | Сингл без альбому           |
| 2021                                       | «Мне нравится»                                 | —                       | Сингл без альбому           |
| 2022                                       | «Кордони»                                      | —                       | Сингл без альбому           |
| 2022                                       | «Мовчати»                                      | —                       | Сингл без альбому           |
| 2022                                       | «Я буду (remake)»                              | —                       | Сингл без альбому           |
| 2023                                       | «Мало»                                         | —                       | Сингл без альбому           |
| 2023                                       | «Я іду на війну»                               | 35                      | Сингл без альбому           |
| 2023                                       | «Тантра» (спільно з «ТіК»)                     | —                       | «18+»                       |
| 2023                                       | «Відпусти» (спільно з Сергієм Мироненком)      | —                       | Сингл без альбому           |
| 2023                                       | «Без тебе»                                     | —                       | Сингл без альбому           |
| 2023                                       | «Сніг»                                         |                         | Сингл без альбому           |
| 2024                                       | «Ми будем разом»                               | 35                      | Сингл без альбому           |
| 2024                                       | «Кохаю»                                        | —                       | Сингл без альбому           |
| 2024                                       | «Цвіте терен»                                  | —                       | Сингл без альбому           |
| 2024                                       | «Дівчинка» (спільно з Машею Кондратенко)       | 13                      | Сингл без альбому           |
| 2025                                       | «Нас нема»                                     | —                       | Сингл без альбому           |
| 2025                                       | «Очі в очі» (спільно з Esphyr)                 | —                       | Сингл без альбому           |
| 2025                                       | «Так просто»                                   | —                       | Сингл без альбому           |
| 2025                                       | «А діти чекають»                               | —                       | Сингл без альбому           |
| «—» означає, що сингл не увійшов до чарту. |                                                |                         |                             |

### Компіляції
- 1998 — «Краще: 1988-1998»
- 2006 — «Навсегда»
- 2006 — «Допомогти так легко»
- 2020 — «50» (ювілейний альбом)

## Фільмографія
| Рік  |   | Українська назва     | Оригінальна назва | Роль                                |
| ---- | - | -------------------- | ----------------- | ----------------------------------- |
| 2004 | ф | Сорочинський ярмарок |                   | іноземна співачка                   |
| 2006 | ф | Зоряні канікули      |                   | співачка-амфібія із сузір'я Водолій |

## Нагороди та номінації
| Рік  | Премія                         | Номінація                                         | Робота            | Результат |
| ---- | ------------------------------ | ------------------------------------------------- | ----------------- | --------- |
| 1996 | Золота Жар-птиця               | Співачка року                                     | Н/Д               | Перемога  |
| 1996 | Золота Жар-птиця               | Пісня року                                        | Ти мій            | Перемога  |
| 1997 | Фестиваль «Парад хіт-парадів»  | Найкраща пісня 1996 року                          | Так просто        | Перемога  |
| 1997 | Золота Жар-птиця               | Співачка року                                     | Н/Д               | Перемога  |
| 1997 | Золота Жар-птиця               | Альбом року                                       | Так просто        | Перемога  |
| 1998 | Золота Жар-птиця               | Співачка року                                     | Н/Д               | Перемога  |
| 1998 | Золота Жар-птиця               | Альбом року                                       | Фарби             | Перемога  |
| 1999 | Премія «Nova Records Awards»   | Найкраща співачка                                 | Н/Д               | Перемога  |
| 1999 | Премія «Nova Records Awards»   | Найкращий альбом                                  | Фарби             | Перемога  |
| 1999 | Премія «Nova Records Awards»   | Найкращий відеокліп                               | А я пливу         | Перемога  |
| 2002 | Фестиваль «Yach Film» (Польща) | Премія «Почесний Ях» у номінації «Відкриття року» | Н/Д               | Перемога  |
| 2006 | Премія «ShowBiz Award»         | Найкраща співачка                                 | Н/Д               | Перемога  |
| 2006 | Премія «Жінка ІІІ тисячоліття» | Рейтинг                                           | Н/Д               | Перемога  |
| 2007 | Премія радіостанції «Хіт-FM»   | Найкраща співачка                                 | Н/Д               | Перемога  |
| 2011 | Вибір року                     | Королева української естради                      | Н/Д               | Перемога  |
| 2012 | YUNA                           | Найкраща виконавиця                               | Н/Д               | Перемога  |
| 2012 | YUNA                           | Найкраща пісня                                    | Снег              | Номінація |
| 2012 | YUNA                           | Найкращий альбом                                  | Любовь. Яд        | Номінація |
| 2012 | YUNA                           | Найкращий відеокліп                               | А я пливу         | Номінація |
| 2012 | YUNA                           | Найкращий композитор                              | Н/Д               | Номінація |
| 2012 | YUNA                           | Найкращий автор слів                              | Н/Д               | Номінація |
| 2013 | YUNA                           | Найкращий дует                                    | Не цілуй          | Номінація |
| 2013 | YUNA                           | Найкращий дует                                    | Не ревную         | Номінація |
| 2014 | YUNA                           | Найкращий дует                                    | Зима              | Номінація |
| 2015 | YUNA                           | Найкраща виконавиця                               | Н/Д               | Номінація |
| 2015 | YUNA                           | Найкращий альбом                                  | Рассвет           | Номінація |
| 2017 | Музична платформа              | Найкраща пісня року                               | Дед Мороз         | Перемога  |
| 2017 | Музична платформа              | Найкраща пісня року                               | Волшебники        | Перемога  |
| 2019 | YUNA                           | Найкращий естрадний хіт                           | Не ховай очей     | Номінація |
| 2019 | Музична платформа              | Найкраща пісня року                               | Красная помада    | Перемога  |
| 2020 | YUNA                           | Спецпроєкт «20 знакових пісень за 20 років»       | Мовчати           | Перемога  |
| 2020 | YUNA                           | Спецпроєкт «20 знакових пісень за 20 років»       | Снег              | Перемога  |
| 2020 | Зірка на «Площі зірок»         | Музика                                            | Н/Д               | Перемога  |
| 2020 | Ніч химер                      | Наша легенда                                      | Н/Д               | Перемога  |
| 2021 | YUNA                           | Найкращий естрадний хіт                           | Красная помада    | Номінація |
| 2021 | Українська пісня року          | Легенда української пісні                         | Не стримуй погляд | Перемога  |
| 2021 | Українська пісня року          | Диплом автору музики й слів пісні                 | Рушничок          | Перемога  |
| 2022 | Українська пісня року          | Легенда української пісні                         | Ти мій            | Перемога  |
| 2022 | Українська пісня року          | Диплом автору музики й слів пісні                 | Ти мій            | Перемога  |
| 2022 | YUNA                           | Найкращий естрадний хіт                           | Не стримуй погляд | Перемога  |